# Путінка
«Путінка» (рос. Путинка, англ. Putinka) — російський горілчаний бренд, під яким з 2003 року виробляє горілку московський завод «Кристал», в минулому одна з найбільш популярних горілчаних марок в Росії. У 2010 році «Путінка» займала в РФ друге місце після «Зеленої марки» в рейтингу найпопулярніших горілчаних брендів.
Бренд «Путінка» належить компанії «Винэксим», творцем бренду є маркетолог Станіслав Кауфман. За словами Кауфмана, обираючи назву для горілки, він зробив ставку на популярність президента Володимира Путіна серед росіян. Обмежень з реєстрацією вдалося уникнути, оскільки слово «Путінка» не є точною копією прізвища президента, крім того, у російській мові воно позначає рибальський термін «путина» (час, сезон, протягом якого проводиться промисловий вилов риби, а також сам вилов в цей час).
У 2006 році «Путінка» отримала російську національну премію «Товар Року».
Станом на травень 2008 року щомісячний обсяг продажів «Путінки» становив близько 250 тисяч декалітрів.
У травні 2013 року завод «Кристал» припинив випуск «Путінки».
З 2016 року продажі «Путінки» перейшли до алкогольного дистриб'ютора Статус-груп. На початку року частка «Путінки» впала до 1,45%, у квітні-травні — до 1,36%, частка бренду впала з 4-го відразу на 15-е місце серед горілок Росії, що найбільше там продаються.